# Gerygone igata
Gerygone igata е вид птица от семейство Acanthizidae.

## Разпространение
Видът е разпространен в Нова Зеландия.